# Stefano Ussi
Stefano Ussi (Florencia, 2 de septiembre de 1822 - Florencia, 11 de julio de 1901) fue un pintor italiano. Fue discípulo de Enrico Pollastrini en la Academia de Bellas Artes de Florencia y luego completó sus estudios artísticos en Roma, donde residió de 1849 a 1853. De regreso a su ciudad natal, fue profesor en la citada Academia.

## Obras
Sus obras principales son:
- El buen samaritano
- La muerte de Bayardo
- La resurrección de Lázaro
- Expulsión de Florencia del duque de Atenas Gauthier de Brienne, cuadro que se conserva en el museo de Florencia y que obtuvo medalla de honor en la Exposición Universal de París de 1867.
- Marcha de la gran caravana de El Cairo a La Meca, que fue admirada en la exposición de Viena de 1873.
- El Cardenal de Médici intenta envenenar a Blanca Capello, que figuró en la exposición de París (1878) y Múnich (1879).